# ماچی ژورافسکی
ماچی استانیسلاو ژورافسکی (لهستانی: Maciej Stanisław Żurawski؛ زادهٔ ۱۲ سپتامبر ۱۹۷۶) یک بازیکن فوتبالاهل لهستان است.
وی همچنین در تیم ملی فوتبال لهستان بازی کرده‌است.